# Heather McLeanová
Heather McLeanová (* 4. ledna 1993 Winnipeg, Manitoba) je kanadská rychlobruslařka.
Od roku 2012 závodila ve Světovém poháru juniorů, téhož roku také debutovala na juniorském světovém šampionátu. V seniorském Světovém poháru se poprvé představila v roce 2013. Na Mistrovství světa na jednotlivých tratích 2017 byla v závodě na 500 m pátá, na sprinterském MS 2017 skončila sedmá. Startovala také na Zimních olympijských hrách 2018 (500 m – 14. místo, 1000 m – 25. místo). Z MS 2019 si přivezla stříbrnou medaili z týmového sprintu. Startovala na ZOH 2022 (500 m – 27. místo).